# Gündersbach
Gündersbach ist ein Gemeindeteil des Marktes Pleinfeld im Landkreis Weißenburg-Gunzenhausen (Mittelfranken, Bayern). Gündersbach liegt in der Gemarkung Sankt Veit.

## Geographie
Das Dorf befindet sich im Fränkischen Seenland zwischen Tiefenbach und Sankt Veit, rund 2 km südwestlich von Pleinfeld. Dort liegt auch die Quelle des Hinteren Troppelgrabens.

## Geschichte
Im Jahr 1254 wurde der Ort als „Gundrichsbach“ oder „Gunrichsbach“ erstmals urkundlich erwähnt. Damals kam das Dorf zum Deutschen Orden. 1325 übertrug es der Eichstätter Bischof Gunrichspach einem Ritter mit dem Namen Heinrich Hausen. 1355 wurde es an die Deutschordensballei Franken in Ellingen verkauft und kam so wieder zum Deutschen Orden. Das Hochgericht übte das Fürstentum Ansbach aus.
Der ehemalige Gemeindeteil von Sankt Veit wurde am 1. Januar 1972 zusammen mit diesem nach Pleinfeld eingemeindet.
Im März 2018 wurde durch die Dorfbewohner mit dem Bau eines Dorfgemeinschaftshauses im Ortskern begonnen. Hierzu wurde das in die Jahre gekommene 3-fach-Gemeindehäuschen (bestehend aus Feuerwehrhaus, Waaghäusle und Bushaltestelle) abgerissen. Am 2. Oktober 2018 konnte bereits das Richtfest für ein neues Gebäude gefeiert werden.

## Bau- und Bodendenkmäler
- Der südlich von Günderbach verlaufende Obergermanisch-Raetische Limes
- Bei der Ortschaft bauten die Römer ein 18 × 18 m großes Kleinkastell, an dem allerdings noch keine größeren Ausgrabungen stattfanden.

- Die 1912 erbaute katholische Kapelle St. Maria. Der Altar stammt aus der alten Pfraunfelder Kirche.[6]